# خوليو زاباتا
خوليو زاباتا (بالإسبانية: Julio Zapata)‏ هو لاعب غولف أرجنتيني، ولد في 22 يوليو 1976 في مدينة رافاييلا في الأرجنتين.

## وصلات خارجية
- خوليو زاباتا على موقع رابطة لاعبي الغولف المحترفين (الإنجليزية)
- خوليو زاباتا على موقع رابطة أوروبا للاعبي الغولف المحترفين (الإنجليزية)